# Rhum Séverin
 (juillet 2017).
Si vous disposez d'ouvrages ou d'articles de référence ou si vous connaissez des sites web de qualité traitant du thème abordé ici, merci de compléter l'article en donnant les références utiles à sa vérifiabilité et en les liant à la section « Notes et références ».
Le rhum Séverin est un rhum agricole de Guadeloupe, distribué par la Distillerie Séverin, fondée en 1928 par Henri Marsolle, qui était située jusqu'en juin 2019 sur la commune de Sainte-Rose dans le nord Basse-Terre.

## Historique
En 1928, Henri Marsolle fait l'acquisition de la distillerie du Domaine de Séverin et développe différents types de production. Plus tard, il se fait aider par deux de ses fils : Joseph et Édouard. En 1966, Joseph Marsolle reprend la distillerie passant progressivement le flambeau à deux de ses trois fils, José et Thierry.
La distillerie du Domaine de Séverin, faisait partie d'une « habitation sucrote », se composant anciennement d'une sucrerie, de la maison principale, de cases de travailleurs, de champs de cannes à sucre et de jardins. Jusqu'en 2008, elle fut la dernière distillerie à utiliser une roue à aubes, alimentée par l'eau de la montagne, pour actionner les moulins de broyage.
À la suite de difficultés financières de longue date, la famille Marsolle est contrainte de vendre, en 2014,  65 % de la Distillerie Séverin à un investisseur extérieur. 
Depuis, une série de contentieux opposent la famille Marsolle et cet investisseur.
En 2019, la Distillerie Séverin est expulsée du domaine sur décision de justice pour non-paiement de loyers et est contrainte de transférer sa chaîne d'embouteillage et ses stocks sur un autre site, toujours dans la commune de Sainte-Rose.
La Distillerie Séverin a, depuis le deuxième trimestre 2021, entrepris les travaux de construction de sa nouvelle unité de production.
Celle-ci sera située sur le territoire de la commune de Port-Louis, en Grande-Terre.

## Produits

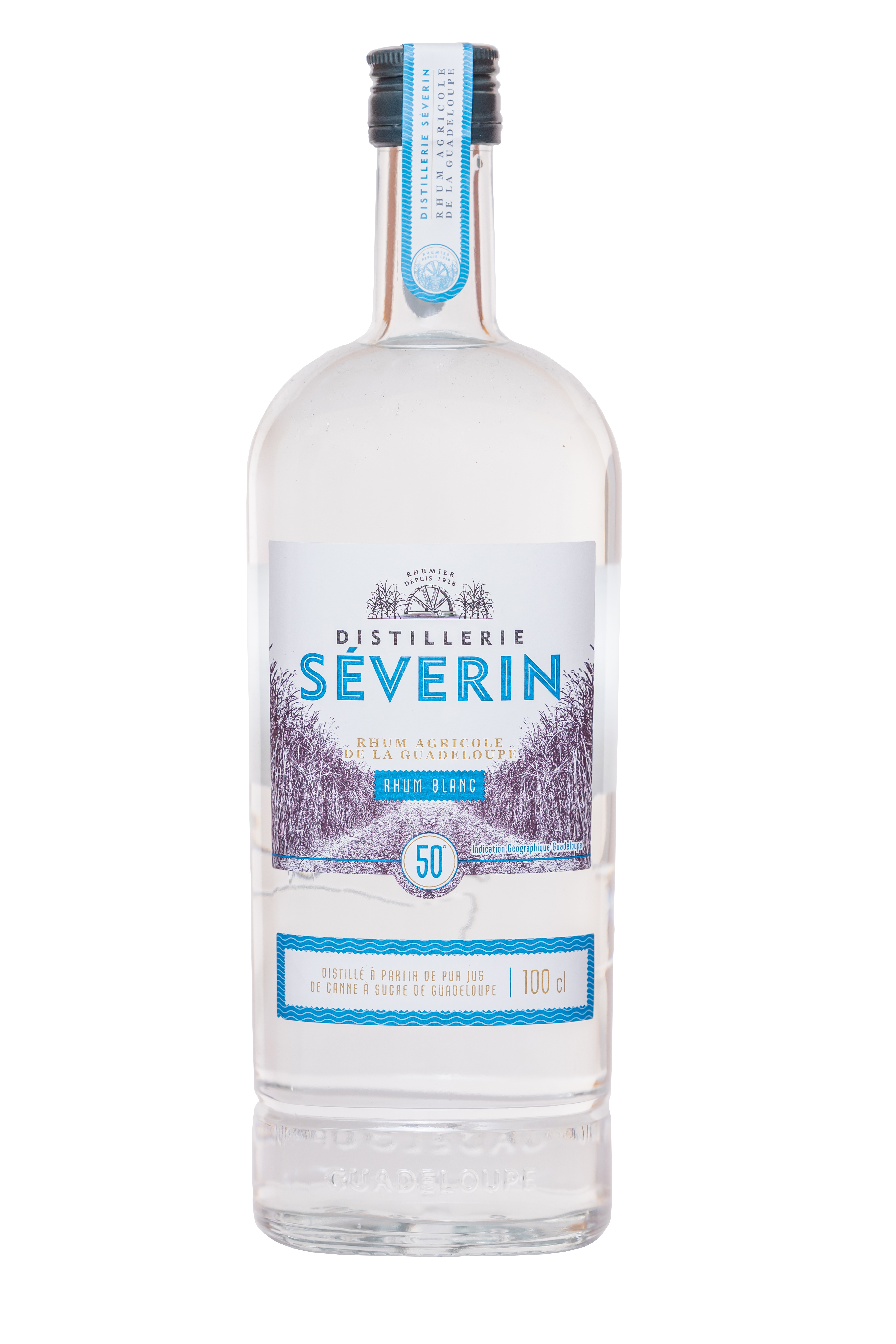
Rhum blanc agricole de Guadeloupe (nouveau packaging Séverin).

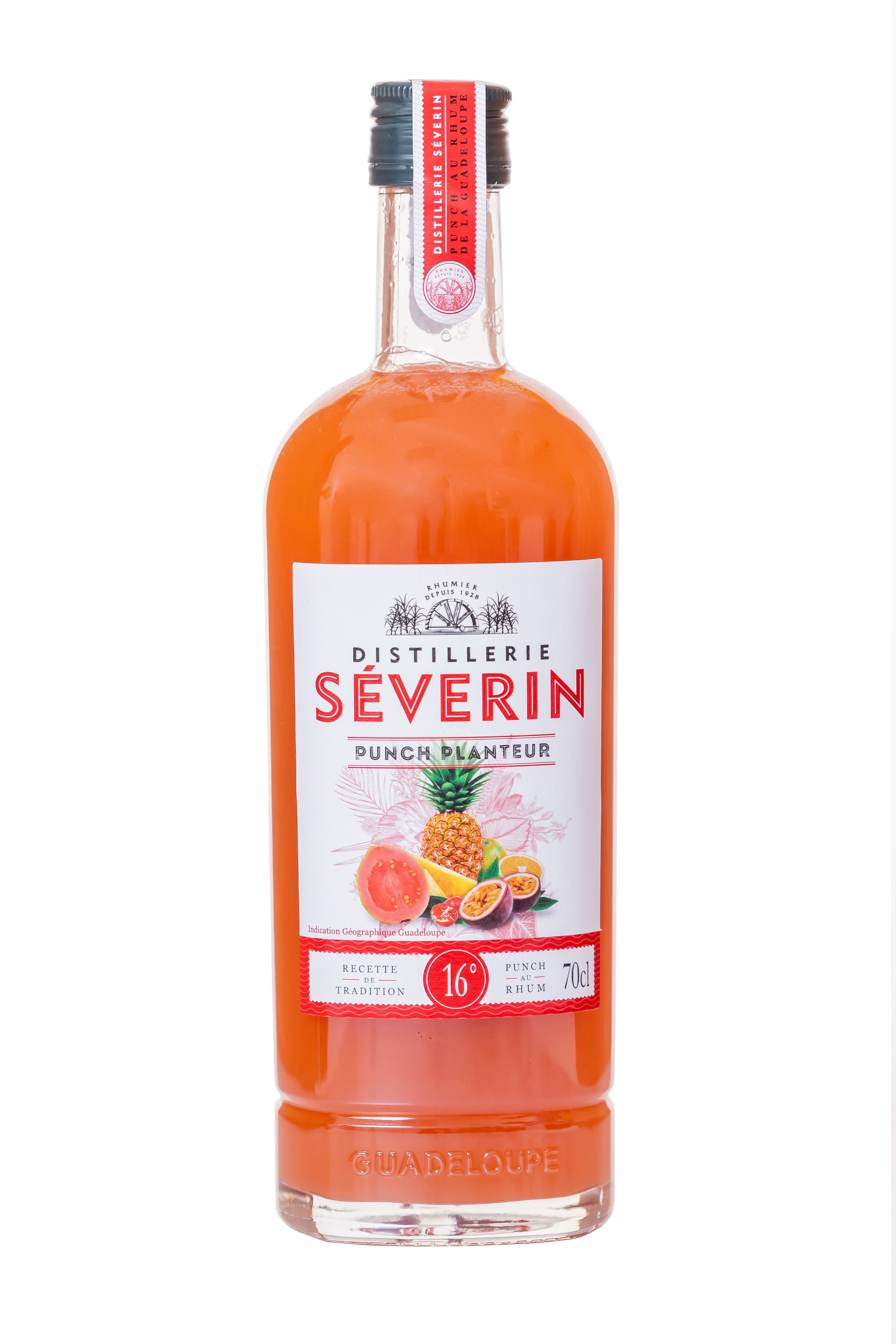
Punch planteur. Guadeloupe, F.W.I

La distillerie fabrique plusieurs produits :
- Rhum agricole blanc à 50° et 55°
- Rhum vieux (de 3 à + de 6 ans vieillis en fut)
- Punchs

## Région de production
De 1928 à début 2019, le Rhum Séverin était produit dans le nord de la Basse-Terre, dans la commune de Sainte-Rose.
À la suite de son expulsion du Domaine de Séverin, les matériels et stocks ont été démontés et déplacés. 
La société se fournit en rhum auprès d'autres distilleries de l'île. 

## Récompenses
Les Rhums et Punchs du Domaine de Séverin, label de la Qualité Française depuis 1962, sont régulièrement médaillés lors du Concours Général Agricole de Paris  : 
- De 1995 à 2014: 
  - Or: 8 médailles
  - Argent: 20 médailles
  - Bronze: 7 médailles

- 2016
  - Médaille d'Argent pour le Punch Shrubb
  - Médaille de Bronze pour le Punch Passion
  - Médaille de Bronze pour le Punch Coco
- 2017
  - Médaille d'Or pour le Punch Planteur
  - Médaillé d'Argent pour le Punch Shrubb
- 2018
  - Médaille d'Or pour le Rhum Vieux XO
  - Médaille de Bronze pour le Punch Passion
- 2019
  - Médaille d'Or pour le Punch Coco
  - Médaille d'Argent pour le Punch Passion
- 2020
  - Médaille d'Or pour le Punch Shrubb
  - Médaille d'Argent pour le Rhum Vieux XO

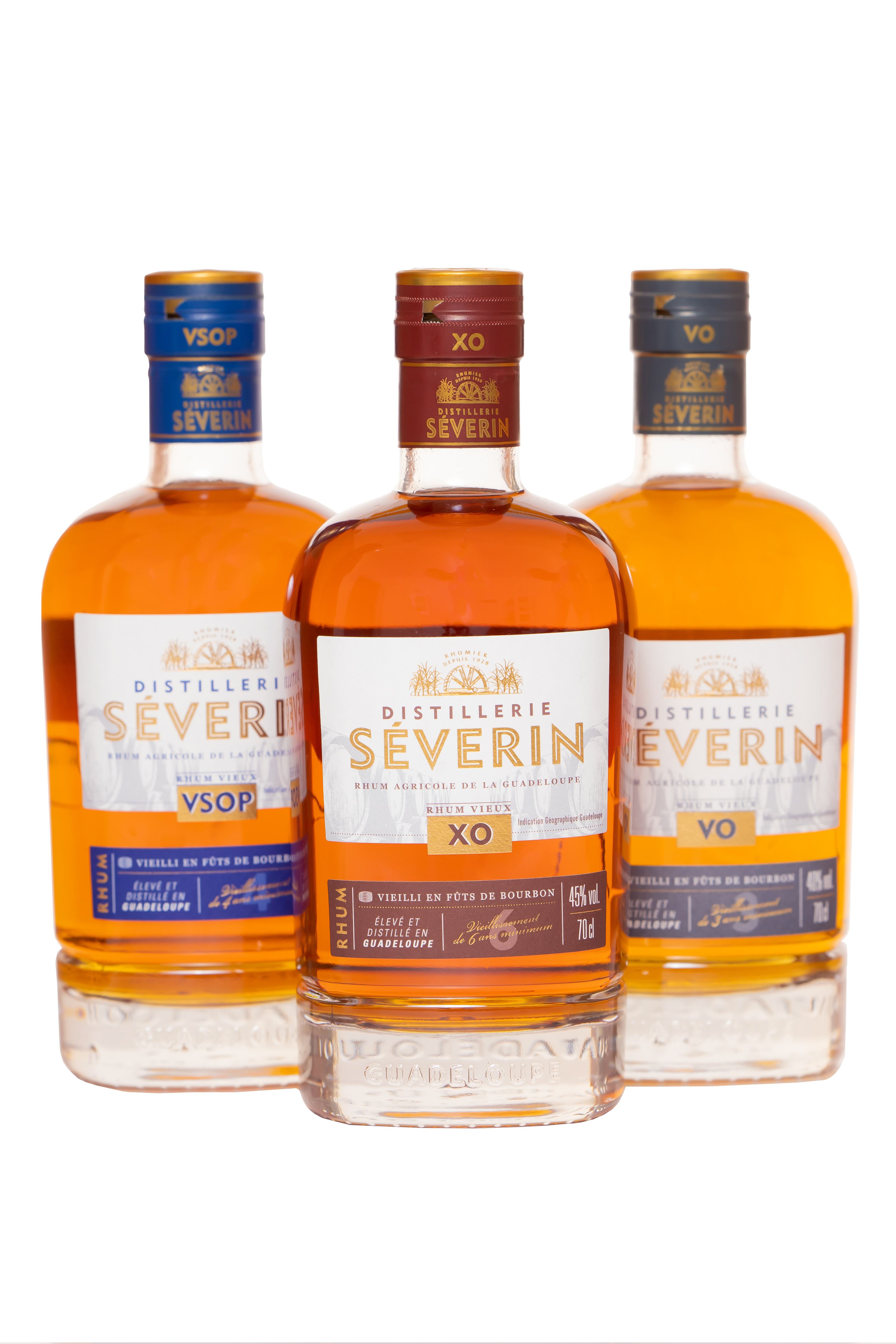
Rhum vieux agricole de Guadeloupe.

## Note et référence
1. ↑  « Palmarès du Concours Général Agricole », sur palmares.concours-general-agricole.fr (consulté le 23 avril 2021)